# Triunghi hiperbolic

Un triunghi hiperbolic de pe o suprafață în formă de șa

O pavare triunghiulară de ordinul 7 este formată din triunghiuri echilaterale având suma unghiurilor interne de 2π/7 radiani

În geometria hiperbolică, un triunghi hiperbolic este un triunghi situat în planul hiperbolic. Se compune din trei segmente de dreaptă, numite laturi și trei puncte numite vârfuri.
La fel ca în spațiul euclidian, trei puncte ale unui spațiu hiperbolic cu o dimensiune arbitrară se află întotdeauna într-un același plan (hiperbolic).

## Definiție
Un triunghi hiperbolic este format din trei puncte necoliniare și cele trei segmente dintre ele.

## Proprietăți
Triunghiurile hiperbolice au unele proprietăți care sunt analoage cu cele ale triunghiurilor din geometria euclidiană:
- Orice triunghi hiperbolic are un cerc înscris, dar nu orice triunghi hiperbolic are un cerc circumscris (vezi mai jos) deoarece vârfurile sale se pot găsi pe un oriciclu sau pe un hiperciclu.

Triunghiurile hiperbolice au unele proprietăți similare cu cele ale triunghiurilor din geometria sferică sau cea eliptică:
- Două triunghiuri cu aceeași sumă a unghiurilor au aceeași arie.
- Există o limită superioară pentru aria triunghiurilor.
- Există o limită superioară pentru raza cercului înscris.
- Două triunghiuri sunt congruente dacă și numai dacă corespund sub un produs finit de reflexii de drepte.
- Două triunghiuri cu unghiurile corespondente egale sunt congruente (adică toate triunghiurile asenenea sunt congruente).

Triunghiurile hiperbolice au unele proprietăți care diferă de proprietățile triunghiurilor din geometriile sferică sau eliptică:
- Suma unghiului unui triunghi este mai mică de 180°.
- Aria unui triunghi este proporțională cu deficitul său unghiular (față de 180°).

Triunghiurile hiperbolice au unele proprietăți care nu se regăsesc în alte geometrii:
- Unele triunghiuri hiperbolice nu au cerc circumscris, acesta este cazul când cel puțin unul dintre vârfurile sale este un punct ideal sau când toate vârfurile sale se află pe un oriciclu sau pe un hiperciclu.
- Triunghiurile hiperbolice sunt subțiri, există o distanță maximă δ de la un punct de pe o latură la una dintre celelalte două laturi. Acest principiu a dat naștere la spațiul metric hiperbolic⁠(d).

## Triunghiuri cu vârfuri ideale

Trei triunghiuri ideale în modelul discului Poincaré

Definiția unui triunghi poate fi generalizată, permițând vârfuri în limita ideală a planului, păstrând în același timp laturile în plan. Dacă două laturi sunt paralele (adică distanța dintre ele se apropie de zero deoarece tind spre un punct ideal, dar nu se intersectează), atunci ele se termină într-un vârf ideal reprezentat ca un punct omega. Se poate spune că o astfel de pereche de laturi formează un unghi de 0°. Un triunghi cu unghi de 0° este imposibil în geometria euclidiană pentru laturile situate pe drepte distincte. Totuși, astfel de unghiuri de 0° sunt posibile la cercuri tangente.
Un triunghi cu un vârf ideal se numește triunghi omega.
Cazuri particulare ale triunghiurilor cu vârfuri ideale sunt:

### Triunghi cu laturi paralele
Un triunghi în care un vârf este un punct ideal și un unghi este drept: al treilea unghi este unghiul de paralelism pentru lungimea laturii dintre unghiul drept și al treilea unghi.

### Triunghi Schweikart
Triunghiul în care două vârfuri sunt puncte ideale și unghiul rămas este drept, unul dintre primele triunghiuri hiperbolice descrise de Ferdinand Karl Schweikart în 1818.

### Triunghi ideal
La un triunghi ideal toate vârfurile sunt puncte ideale. Un triunghi ideal este cel mai mare triunghi posibil în geometria hiperbolică din cauza sumei zero a unghiurilor.

## Curbură gaussiană standardizată
Relațiile dintre unghiuri și laturi sunt analoage cu cele ale trigonometriei sferice; de exemplu scara de lungime atât pentru geometria sferică, cât și pentru geometria hiperbolică poate fi definită ca lungimea unei laturi a unui triunghi echilateral cu unghiuri fixe.
Scara de lungime este cea mai convenabilă dacă lungimile sunt măsurate în termeni de lungime absolută (o unitate specială de lungime analogă cu relațiile dintre distanțe din geometria sferică). Această alegere a scării de lungime simplifică formulele.
În termenii semiplanului Poincaré⁠(d) lungimea absolută corespunde la o metrică infinitezimală⁠(d) {\displaystyle ds={\frac {|dz|}{\operatorname {Im} (z)}}} iar în modelul discului Poincaré la {\displaystyle ds={\frac {2|dz|}{1-|z|^{2}}}}.
În termenii curbură gaussiană⁠(d) (constantă și negativă) K a planului hiperbolic o unitate de lungime absolută corespunde la lungimea de
{\displaystyle R={\frac {1}{\sqrt {-K}}}}.
Într-un triunghi hiperbolic suma unghiurilor A, B și C (cele opuse laturilor notate cu litera corespunzătoare) este strict mai mică decât 180°. Diferența dintre 180° și suma măsurilor unghiurilor unui triunghi se numește deficit unghiular al triunghiului. Aria unui triunghi hiperbolic este egală cu deficitul său înmulțit cu pătratul lui R:
{\displaystyle (\pi -A-B-C)R^{2}}.
Această teoremă, demonstrată pentru prima dată de Johann Heinrich Lambert, este corespondenta teoremei Girard din geometria sferică.

## Trigonometrie
În toate formulele de mai jos laturile a, b și c trebuie măsurate în lungimi absolute, cu o unitate pentru care curbura gaussiană K a acestui plan să fie −1. Altfel spus, cantitatea R din paragraful de mai sus să aibă valoarea 1.
În formulele trigonometrice pentru triunghiurile hiperbolice apar funcțiile hiperbolice.

### Trigonometria triunghiurilor dreptunghice
Dacă C este un unghi drept atunci:
- Sinusul unghiului A este raportul dintre sinusul hiperbolic al laturii opuse unghiului și cel al ipotenuzei.

{\displaystyle \sin A={\frac {\textrm {sinh(opusa)}}{\textrm {sinh(ipotenuza)}}}={\frac {\sinh a}{\,\sinh c\,}}.\,}
- Cosinusul unghiului A este raportul dintre tangenta hiperbolică a catetei alăturate unghiului cea a ipotenuzei.

{\displaystyle \cos A={\frac {\textrm {tanh(alaturata)}}{\textrm {tanh(ipotenuza)}}}={\frac {\tanh b}{\,\tanh c\,}}.\,}
- Tangenta unghiului A este raportul dintre tangenta hiperbolică a catetei opuse și sinusul hiperbolic al catetei alăturate.

{\displaystyle \tan A={\frac {\textrm {tanh(opusa)}}{\textrm {sinh(alaturata)}}}={\frac {\tanh a}{\,\sinh b\,}}}.
- Cosinusul hiperbolic al catetei alăturate este raportul dintre cosinusul unghiului B și sinusul unghiului A.

{\displaystyle {\textrm {cosh(alaturata)}}={\frac {\cos B}{\sin A}}}.
- Cosinusul hiperbolic al ipotenuzei este produsul cosinusurilor hiperbolice ale catetelor.

{\displaystyle {\textrm {cosh(ipotenuza)}}={\textrm {cosh(alaturata)}}{\textrm {cosh(opusa)}}}.
- Cosinusul hiperbolic al ipotenuzei este și raportul dintre produsul cosinusurilor unghiurilor adiacente ipotenuzei și produsul sinusurilor lor. [4]

{\displaystyle {\textrm {cosh(ipotenuza)}}={\frac {\cos A\cos B}{\sin A\sin B}}=\cot A\cot B}

#### Relații între unghiuri
Există, de asemenea, următoarele relații:
{\displaystyle \cos A=\cosh a\sin B}
{\displaystyle \sin A={\frac {\cos B}{\cosh b}}}
{\displaystyle \tan A={\frac {\cot B}{\cosh c}}}
{\displaystyle \cos B=\cosh b\sin A}
{\displaystyle \cosh c=\cot A\cot B}

#### Arie
Aria unui triunghi dreptunghic este:
{\displaystyle {\textrm {Aria}}={\frac {\pi }{2}}-\angle A-\angle B}
sau
{\displaystyle {\textrm {Aria}}=2\arctan(\tanh({\frac {a}{2}})\tanh({\frac {b}{2}}))}

#### Unghiul de paralelism
Cazul unui triunghi omega dreptunghic oferă configurația pentru a examina unghiul de paralelism din triunghi. În acest caz unghiul {\displaystyle B=0,} {\displaystyle a=c=\infty } și {\displaystyle {\textrm {tanh}}(\infty )=1}, rezultând {\displaystyle \cos A={\textrm {tanh(adiacenta)}}}.

#### Triunghi echilateral
Formulele trigonometrice ale triunghiurilor dreptunghice dau relațiile dintre laturile s și unghiurile A ale unui triunghi echilateral (un triunghi în care toate laturile au aceeași lungime și toate unghiurile sunt egale). Relațiile sunt:
{\displaystyle \cos A={\frac {{\textrm {tanh}}({\frac {1}{2}}s)}{{\textrm {tanh}}(s)}}}
{\displaystyle \cosh({\frac {1}{2}}s)={\frac {\cos({\frac {1}{2}}A)}{\sin(A)}}={\frac {1}{2\sin({\frac {1}{2}}A)}}}

### Trigonometrie generală
Indiferent dacă C este un unghi drept sau nu, există următoarele relații:
{\displaystyle \cosh c=\cosh a\cosh b-\sinh a\sinh b\cos C,}
Teorema sa duală⁠(d) este
{\displaystyle \cos C=-\cos A\cos B+\sin A\sin B\cosh c,}
Există și legea sinusurilor:
{\displaystyle {\frac {\sin A}{\sinh a}}={\frac {\sin B}{\sinh b}}={\frac {\sin C}{\sinh c}},}
și formula:
{\displaystyle \cos C\cosh a=\sinh a\coth b-\sin C\cot B}
care se obține la fel cu cea din trigonometria sferică.